# 水タバコ

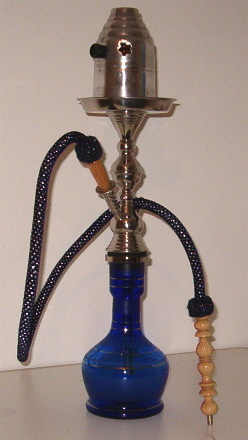
水タバコ

水タバコ（みずタバコ）は、中近東辺りで発明されたと考えられている、中東で発展した喫煙具の一種。シーシャ、水煙管（すいえんかん）、水ギセル（みずギセル）や水パイプ（みずパイプ）とも呼ばれる。

## 概要

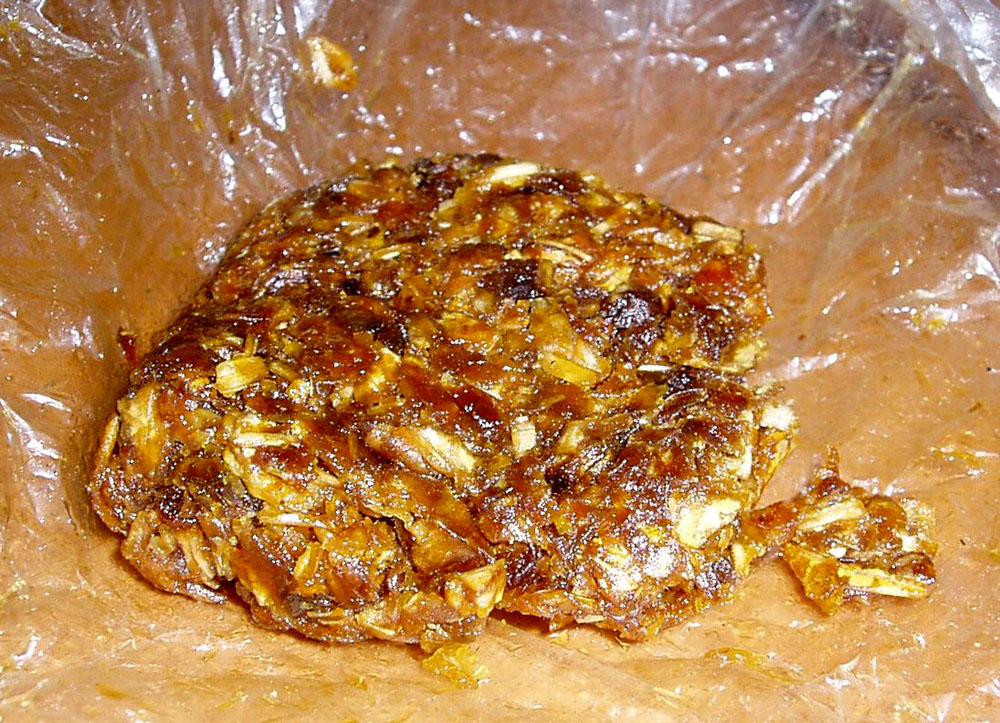
水タバコ用の煙草：糖蜜などで固めてある。frameless|center

火皿で燃えたタバコの煙を水にくぐらせ、濾過された煙を喫煙する。煙が水を通ることで冷やされ、やわらかい味わいになる。後述のように各地で呼び名は異なるものの、専用の香りが付けられたタバコの葉に炭を載せるなどして熱し、出た煙をガラス瓶の中の水を通して吸うという基本的な構造は同じである。大きさは小さい物で高さ30cmからあり、一般的な物は60–80cmほど、大きい物では1mを超すものも多い。また、香りには果物からスパイス、花、コーヒー、ガムなど多くの種類がある。近年ではタバコ葉を原料としないノンニコチンフレーバーが登場した。煙草葉以外の葉、果実、軽石等に着香され製造している。
1回の燃焼時間が1時間程度と長く、重さもあり気軽に持ち運びはできない。そのため、紙巻きたばこが普及している地域ではあまり知られていないが、煙が水を通る間に多少冷やされることもあって、昼間の気温が高いインドや中近東で人気がある。特に中近東では喫茶店に置いてあることが多い。
中国では水タバコを水煙（繁体字: 水煙、簡体字: 水烟、拼音: shuǐyān）といい、煙缶（繁体字: 煙缶、簡体字: 烟缶、拼音: yānfǒu）と呼ばれるフッカーと同様の形状のものや、水煙筒（繁体字: 水煙筒、簡体字: 水烟筒、拼音: shuǐyāntǒng）と呼ばれる尺八に似た筒状のものや、水煙袋（繁体字: 水煙袋、簡体字: 水烟袋、拼音: shuǐyāndài）と呼ばれる携帯に便利な大きさのパイプに似た形状の喫煙具で吸われている。煙缶はウイグル族に嗜まれ、使われる葉たばこもフッカーと同様だが、水煙袋は18世紀以来中国全土に普及した喫煙具で、刻みたばこを押し固めたものを用いる。
大型のものには吸い口が2本から4本とりつけられたものがあり、一包みのタバコを何人かで吸う珍しいパイプである。集まって車座になり、パイプをゆっくりと味わいながらお茶や雑談をする生活様式に合わせられた喫煙具である。

## 歴史
一般的には中近東で発明され、その後インド北部や中国、東南アジアの一部に伝わったとされている。一方で水たばこの起源には諸説あり、発祥地については中国、アフリカ、ペルシャ、インドといった説があるほか、大麻やアヘンの吸引方法として発展した説など様々なものがある。ペルシャでは16世紀初頭の詩に「ガリヤーン」が登場しているが、ペルシャへのタバコ伝来は一般に1585年から1600年頃とされており、別の植物の種子が用いられていたのではないかと推測されている。また、1616年にはインドとペルシャで水たばこを目撃したとする文献が存在する。たばこ総合研究センター特別研究員の川床邦夫は2005年に、近年ではインド起源説が有力だが未だ水たばこの起源に定説はないと述べている。
現在一般的なフレーバー付きの水たばこは、1989年にエジプトのナハラ社によって考案された。同社の社員がアレキサンドリアのお茶屋で葉にジャムを混ぜた水たばこを提供している店があると伝え聞いたことが開発のきっかけであった。元々中近東では「ムアッサル」というたばこ葉をはちみつで固めたものが吸われており、甘く香ばしい香りが人気を博していた。フレーバー付きの葉も糖蜜などを使用しているため、分類としてはムアッサルの一種である。

## 日本での普及状況

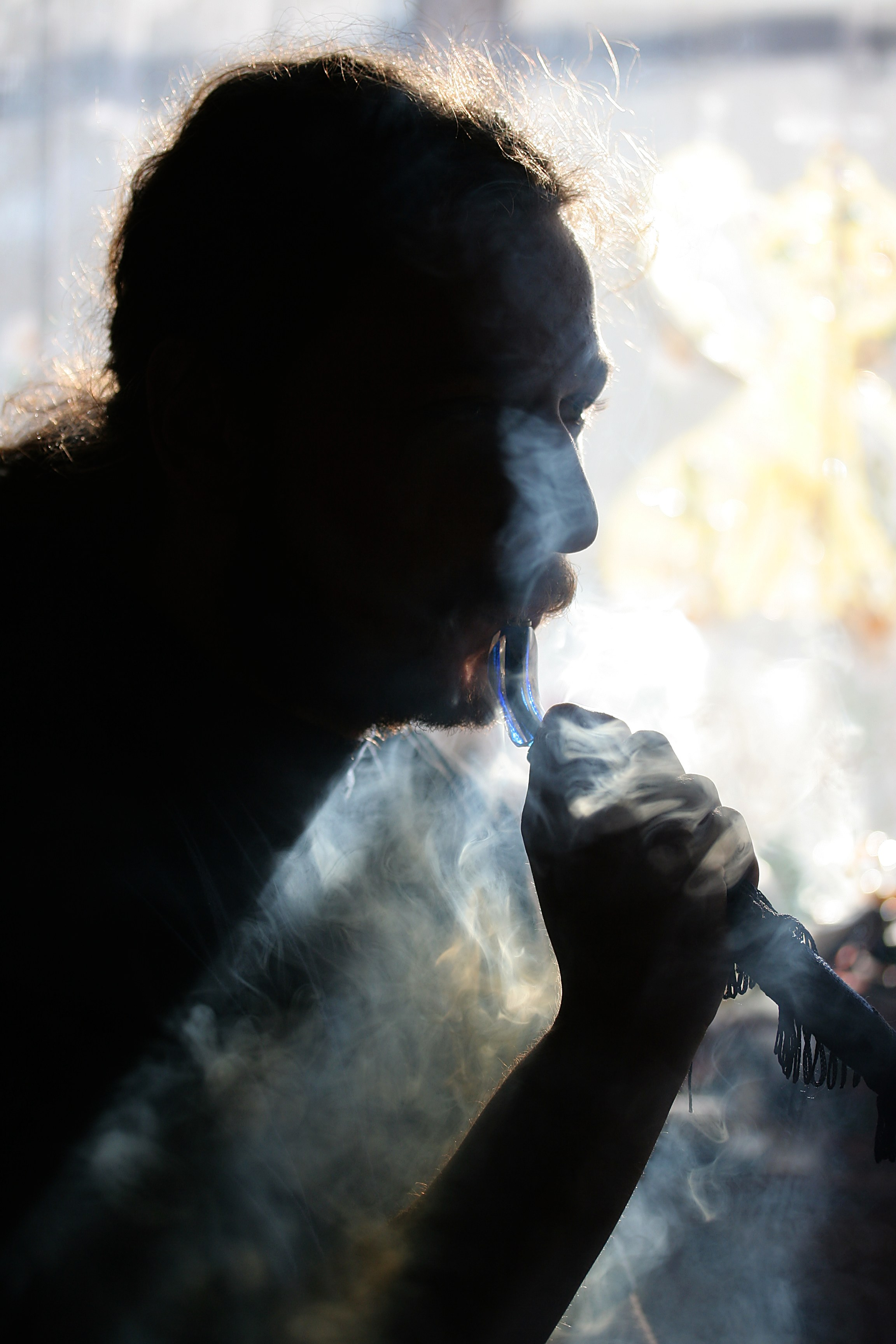
水タバコを吸う男性

日本でバブル期以降に増えた各国料理店のうち、中近東料理（エジプト料理・レバノン料理・シリア料理・イラン料理・トルコ料理など）を提供するレストランでは、水タバコを扱うところが僅かながら存在していた。定番の品としてメニューに載っている場合から、数名以上の予約グループ限定、といった具合で状況には多少バラつきがある。
近年の欧米諸国でのブームを受けて日本でも水タバコが新たに注目を集めつつある。その結果、前述の各国料理店以外にも水タバコを提供する場所（主に個人経営によるカフェバーなど）が首都圏や近畿圏では増えた。
2018年時点で、東京都内には200を超える水たばこ専門店がある。

## 各地での名称

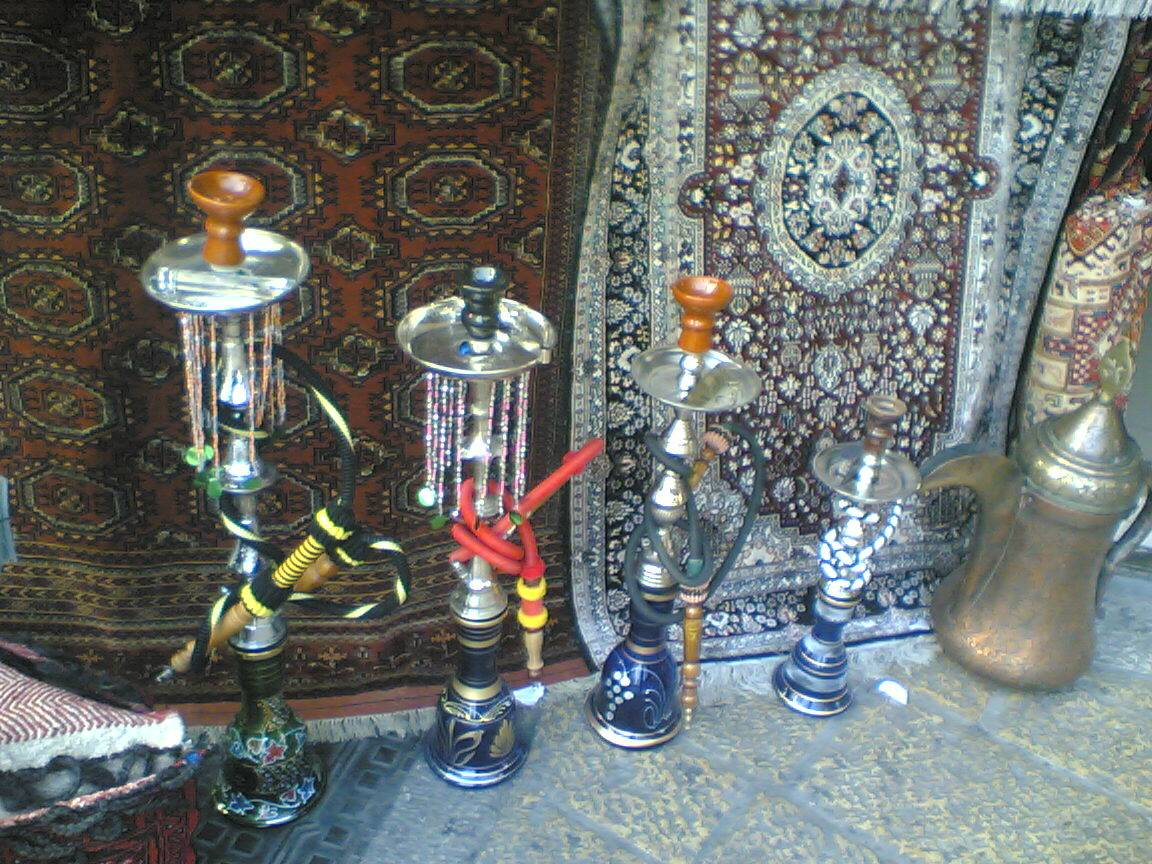
エルサレムの市場で水タバコを売る店

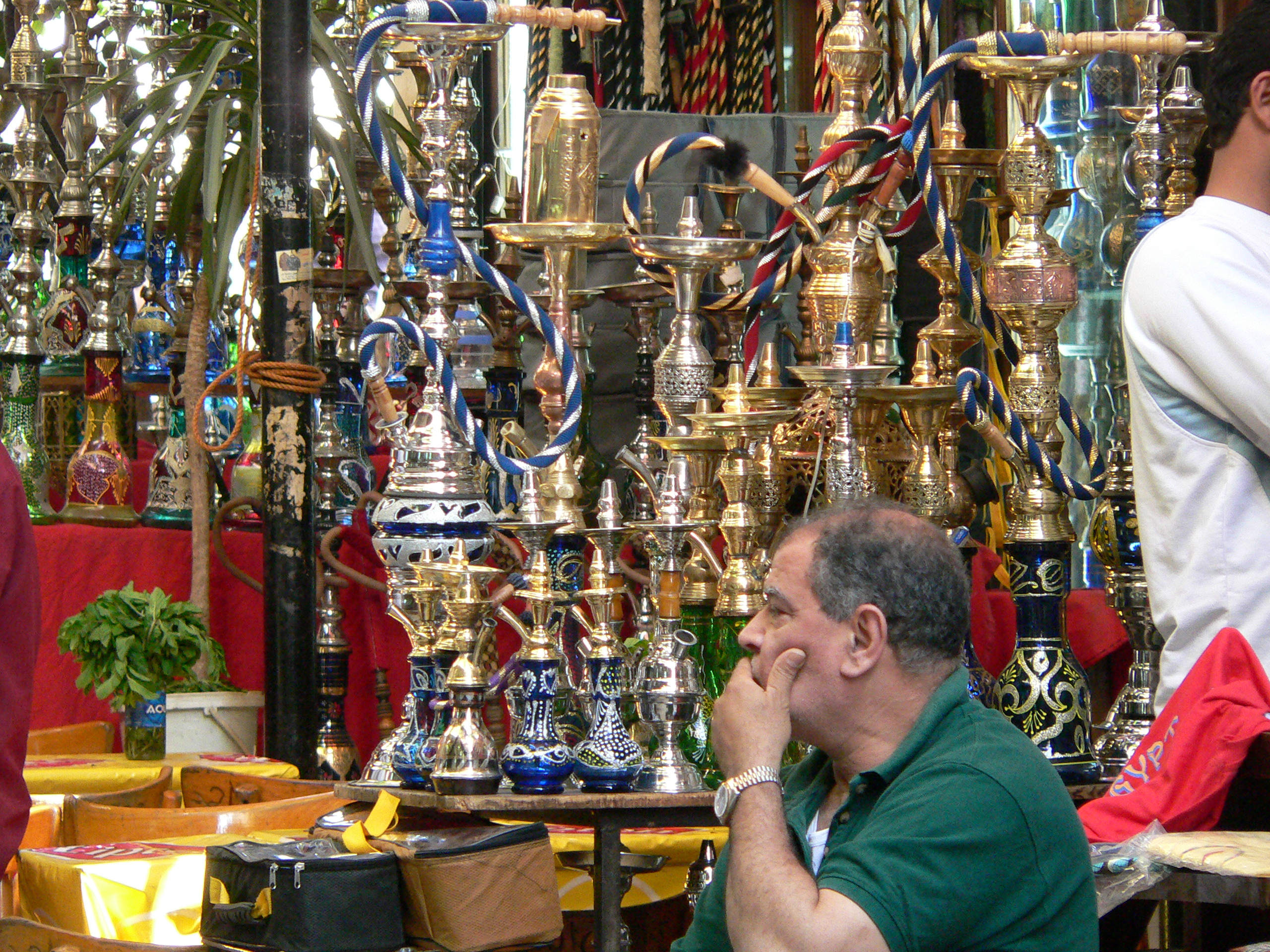
エルサレムの市場で売られている水タバコ

シーシャ（sheesha エジプトアラビア語: شيشة、argeele シリアアラビア語: ارجيلةあるいは nargeele نارجيلة）
エジプトを始め北アフリカのマグリブ諸国で主に用いられる名称で、大型の水煙具全般を指す。ペルシア語で「ガラス」を意味する「شیشه」（シーシェ）が語源だと考えられている。
フッカー（hookah ヒンディー語: हुक़्क़ा、ウルドゥー語: حقّہ）
インドやパキスタンで主に用いられる名称。語源はアラビア語で「箱」や「容器」などを意味する「حقة」（フッカ）がもとであるという説と、ペルシャ語の「壺」が語源であるという2つの説がある。これが植民地期に英語へ伝わった「hookah」（フーカー）は現在の英語圏で広く用いられる名称となっている。
ナルギレ（トルコ語: nargile）
トルコで用いられる名称。トルコ以外にも、これと同系統の名称がシリア地方やバルカン半島など幅広い地域で用いられるが、なかでもアラビア語（主にシリア・レバノン地域）においては以下のように多少ヴァリエーションがある。
ナルギーレ、ナルジーレ、ナルギーラ、ナルジーラ （نرجيلة / نارجيلة）
ナルギール、ナルジール （نرجيل）
アルギーレ、アルジーレ、アルギーラ （ارجيلة / أركيلة）
※同じ綴りでも読み方がそれぞれ複数あるのは、アラビア語の口語（アーンミーヤ）においてジーム（ج ：“j”または“g”）や語末のター・マルブータ手前（ة：“a”や“e”など）の発音が異なるためである。この他に、ヘブライ語「נרגילה」（ナルギーラ）、ギリシア語「ναργιλές」（ナルギレス）、ブルガリア語・ロシア語「наргиле」（ナルギレ）など、数多くの言語・地域で用いられる。
この系統の名称の語源をヤシを意味するペルシャ語に求める説もあるがこれは誤りで、サンスクリット語のヤシを意味する言葉が語源である。
ガリヤーン（ペルシア語: قليان）
現在のイランで主に用いられる名称。ペルシャ語の「沸騰」や「泡立ち」を意味する言葉が語源。現代ペルシア語の（主に首都テヘラン方言の影響を受けた）口語では「ガリユーン」（قليون）となる事も多い。これと同じ系統の名称ではロシア語の「кальян」（kaliyan、カリヤン）などがある。
マダーア（アラビア語: مداعة）
イエメンで用いられる名称。その他のアラビア語諸方言での名称「シーシャ」「ナルギーレ」などに比べると知名度はあまり高くない。
ゴーザ（アラビア語: جوزة）
エジプトやスーダンで用いられる名称。上記の「シーシャ」と比較して、より持ち運びに適した簡易式な器具のものを指す。ちなみに一般的にアラビア語（「ゴーザ」は主にエジプト方言の発音、フスハーでは「ジューザ」）では「クルミ」を意味する。
水パイプなど
その機能・形状的な側面から付けられた名称。英語「water pipe」やフランス語「pipe à eau」など、字義的に同じような意味の名称は世界各地で用いられる。ただし、この名称においては当項目で主に言及している甘いフレーバー付けがなされたタバコを用いない物（後述のボングなど）を意味する場合もある。
ハブル・バブル（英語: hubble bubble）
主に英語圏で用いられる名称。「hubbly bubbly」とも言う。イギリス植民地時代のインドで用いられた呼称で、吸った時に煙が水をくぐる「ブクブク」という音に由来する。
ボング（英語など：bong）
中近東起源の物と比較した場合、「水に煙をくぐらせてから吸う」という点は共通するが、いくつか異なる点（水受け部分が小さく全体的にコンパクトな構造、甘いフレーバー付きのタバコを用いるわけではないなど）もある。そのため、欧米地域では「シーシャ」「フッカー」「ナルギレ」などの名称が指す、（当項目の定義のように）いわば狭義の「水タバコ」とは区別される事が多い（ただし、あまり厳密に区別されずに両者が混同される場合も少なくない）。語源はタイ語の「บ้อง」(baung)だと考えられている。

## 人体への影響
水タバコは水で濾過された煙を吸うため、通常の紙巻きタバコより安全という認識もあるが、誤りである。発がん性物質のタバコ特異的ニトロソアミン、多環芳香族炭化水素、ホルムアルデヒドなど、あるいは、ベンゼン、一酸化窒素、重金属といった有害物質は、水で濾過されない。また、一般的な喫煙具ではタバコ成分を加熱するために木炭を使い、タールでペースト状に固めているものが多いので、多環芳香族炭化水素、二酸化炭素、タールの量が多くなる傾向にある。これらにより、がん、肺疾患、冠動脈疾患、歯周病、周産期の問題（低出生体重と出生時の肺の問題）、骨粗鬆症などの健康リスクが示される。
依存性のあるニコチンも、紙巻タバコと同等以上することになるため（毎日水タバコを使用する人のニコチン吸収率は、1日あたり紙巻きタバコ10本を吸うのと同等）、依存症になり、本格的な喫煙へのゲートウェイになる危険性が指摘されている。ニコチンフリーの水タバコであればニコチンは確かに含まれないが、タールなどの発がん性物質、一酸化窒素、二酸化炭素、多環芳香族炭化水素といった有害物質は同じように含まれていることが明らかになっている。
複数人による水タバコの共有は、口唇ヘルペスや結核、ピロリ菌などの感染症が広がるリスクがある。個人用使い捨てマウスピースを使用すると、このリスクが軽減されるが、完全ではない。また、受動喫煙についても、有害物質であるホルムアルデヒド、アセトアルデヒドは健康へ悪影響を及ぼすことが指摘されている。